# La Florecilla
La Florecilla är en ort i Mexiko.   Den ligger i kommunen San Cristobal De Casas och delstaten Chiapas, i den sydöstra delen av landet, 800 km öster om huvudstaden Mexico City. La Florecilla ligger 2 462 meter över havet och antalet invånare är 491.
Terrängen runt La Florecilla är kuperad åt nordost, men åt sydväst är den bergig. Runt La Florecilla är det tätbefolkat, med 459 invånare per kvadratkilometer. Närmaste större samhälle är San Cristóbal de las Casas, 5,7 km nordväst om La Florecilla. I omgivningarna runt La Florecilla växer i huvudsak städsegrön lövskog.